# Ихлава
Ихлава (на чешки: Jihlava; на немски: Iglau) е град в Централна Чехия (на древната граница между Моравия и Бохемия) на река Ихлава, административен център на Височински край. Населението му е 53 986 жители (2024), а площта му е 78,85 km². Намира се на 525 m надморска височина. Пощенският код е 586 01.

## История
По време на Късното средновековие Ихлава е център на добива на сребро. През XVIII – XIX век населението на града е предимно немскоговорещо. По време на Втората световна война голямата еврейска община на Ихлава (през 1936 г. – 1600 души) е напълно унищожена. Към края на 1940-те от града са изселени почти всички немскоговорещи жители.
В околностите на славянското селище през 1270 г. са открити залежи на сребро и с основаването на град на това място се заема лично крал Пршемисъл Отакар II. По това време в Ихлава започва истинска сребърна треска, а градът бързо става един от най-големите, красиви и богати градове по тези земи. Бързо развитие претърпяват и изкуството и търговията, науката и промишлеността. Тези тогава „второстепенни отрасли“, в сравнение с добива на сребро, спасяват по-късно града, когато залежите на благородния метал се изчерпват през XIV – XV век и са открити нови рудници в Кутна Хора.
В Ихлава е роден германският и чешки писател Луи Фюрнберг (24.05.1909 – 23.06.1957, Ваймар, Германия). В града е израснал австрийският композитор Густав Малер.

## Демография[3]
| Година    | 1970   | 1980   | 1991   | 2001   | 2003   | 2016   |
| --------- | ------ | ------ | ------ | ------ | ------ | ------ |
| Население | 42 538 | 49 764 | 51 831 | 50 702 | 50 100 | 50 714 |

## Разстояние до значими градове
От Ихлава до:
- Прага – 123 km
- Бърно – 93 km
- Злин – 188 km
- Братислава – 241 km
- Берлин – 470 km
- Варшава – 700 km

## Побратимени градове
Ихлава е побратимен град или партньор с:
- Хайденхайм, Германия
- Пюрмеренд, Нидерландия